# Sidusa stoneri
Sidusa stoneri là một loài nhện trong họ Salticidae.
Loài này thuộc chi Sidusa. Sidusa stoneri được Elizabeth Bangs Bryant miêu tả năm 1923.